# Iglesia de Santa Amalia
La  iglesia parroquial de Santa Amalia es un templo católico situado en la localidad española homónima, perteneciente a la provincia de Badajoz, en la comunidad autónoma de Extremadura.

## Características
Se trata de una construcción de estilo neoclásico y academicista de una única nave de tres tramos y que presenta un ábside que incorpora dos capillas, una torre campanario de planta cuadrada y una espadaña. Las paredes están cubiertas de cal.

## Historia
Si bien la zona en la que actualmente se asienta la población fue poblada en época romana la localidad de Santa Amalia se fundó en 1827 por pare de cien colonos dombenitenses organizados por el vecino Antonio López, tras haberlo solicitado a la monarquía en 1825. Se trata de una de las últimas poblaciones fundadas al abrigo de las disposiciones de los gobiernos ilustrados del siglo XVIII para favorecer la población de determinados territorios. Según Arcadio Guerra la disposición real aprobado la fundación data de 31 de marzo de 1827 y el establecimiento oficial «tuvo lugar con una ceremonia jurídico-administrativa en la mañana del 29 de septiembre de 1827», en la que el escribano de Villanueva de la Serena Ignacio Daspe levantó acta. La iglesia parroquial, que pertenece a la diócesis de Plasencia se localiza en el centro de la población, dentro de una manzana a la que se adosa el templo en su zona trasera y en un lateral. Así, la iglesia únicamente muestra dos fachadas: la de los pies, con acceso desde la plaza de España y una lateral, correspondiente al lado de la epístola.
La traza de la iglesia se relaciona con el proyecto de fundación de la población. En el mismo se plantea la ubicación de la plaza, la casa consistorial con dos escuelas, la cárcel y la propia iglesia. El proyecto sería supervisado por la Academia de Bellas Artes de San Fernando. Los edificios públicos, al igual que los particulares, se realizarían con el trabajo de los colonos, según se señala en la licencia emitida en 1827.
Respecto a la iglesia, no se completó la obra al no terminarse la torre izquierda del templo. Al parecer la obra fue ejecutada por el alarife Fabián González, alargándose los trabajos, según el diccionario geográfico-histórico de Pascual Madoz, desde 1831 hasta 1837, año en que se interrumpieron los mismos, para reanudarse más tarde y consagrarse el 11 de noviembre de 1842. La advocación de Santa Amalia la recibe debido al patronazgo que sobre la iglesia ejerció Amalia de Sajonia, tercera esposa de Fernando VII.
Cuenta con un retablo mayor de estilo neogótico.
El templo fue declarado bien de interés cultural en la categoría de monumento el 16 de septiembre de 2014.
Pertenece a la diócesis de Plasencia y al arciprestazgo de Don Benito.